# ミシェリー・ジョーンズ
ミシェリー・ジョーンズ（Michellie Jones、1969年9月6日 - ）は、オーストラリアのトライアスロン選手である。
2000年シドニーオリンピックのときにオリンピック初出場を果たした。彼女は、トップのブリギット・マクマホンに僅か2秒遅れの、2時間00分42秒55のタイムで銀メダルを獲得した。彼女のスピリットタイムはスイムが19分43秒88、自転車が1時間05分32秒90、ランが35分25秒77であった。
彼女はアテネオリンピックには出場しなかったものの、2003年に行われたアテネオリンピックのプレ大会でも優勝した。
彼女の最近の国際トライアスロン連合のランキングは以下のとおりである。
- 2001年：4位
- 2002年：4位
- 2003年：3位

2005年の、毎年ハワイで行われるアイアンマン・トライアスロンで、ランでナターシャ・バッドマン（Natascha Badmann）にかわされ、2位にはいった。